# Lâm Ấp

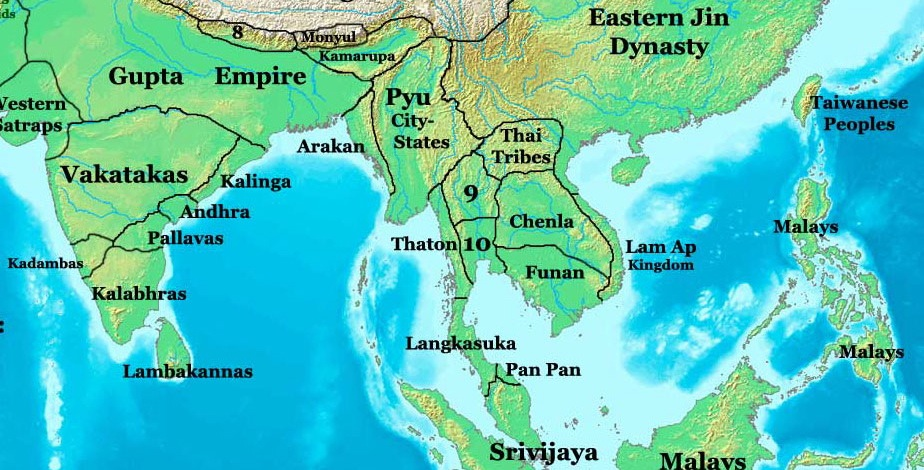
Mapa.

Lam Ấp (pronunciació vietnamita del xinès mitjà 林邑, Linyi) era un regne Cham situat al Vietnam central que va existir des de l'any 192 dC fins al 629 dC a l'actual Vietnam central. i va ser un dels primers regnes Txampa registrats. Les ruïnes de la seva capital, l'antiga ciutat de Kandapurpura, es troben ara al turó Long Tho, a 3 quilòmetres a l'oest de la ciutat de Hue.

## Història
Lam Ấp va ser fundada en 192 per Khu Liên, un líder txam que va liderar una rebel·lió reeixida contra la dinastia Han al comtat de Xianglin (actual província de Thua Thien Hue). Durant el període dels Tres Regnes de la Xina, va assolar la regió de Jiaozhou. El 248, la força Linyi va envair el sud, es va apoderar de la major part de Rinan i va marxar cap a Jiuzhen, provocant importants aixecaments allà i a Jiaozhi. Un rebel de Jiaozhi va manar milers i va invertir diverses ciutats emmurallades abans que els funcionaris de Wu aconseguissin que es rendís. El net matern de Khu Lien, Pham Hung va atacar Jiaozhou amb l'ajut de Funan.
Al començament de la dinastia Jin, la cort imperial va afavorir les xarxes comercials del sud amb els pròspers Regne de Funan i Lâm Ấp, i en aquest temps de pau i comerç al sud, Jiaozhi i Jiuzhen van gaudir d'una certa autonomia de la Xina fins als anys 320. Frustrat per la dificultat del comerç, Lâm Ấp va recórrer el 323 a les incursions marítimes als ports del nord de Jiaozhou. El 399 Bhadravarman I va envair la costa de Jiaozhou i Rinan, i va ser expulsat per Du Yian, el governador xinès de Jiao. El 413, va atacar de nou Jiao, però va ser derrotat, capturat i decapitat per Du Xuedu. El 420, Gangaraja va llançar un nou atac contra els Jin, però va ser expulsat i més de la meitat de la gent de Lâm Ấp va ser assassinada.
El 420 Phạm Dương Mại I va prendre el poder d'aquest regne establint una nova dinastia, es va lliurar del jou xinès i es va iniciar un període de prosperitat, no obstant això Txampa estaria en guerra gairebé contínua amb els seus veïns, per exemple el regne de Java, l'emergent Imperi Khmer (veure: Cambodja) i les províncies meridionals de la Xina. La capital es trobava llavors en Indrapura (actual Trà Kiêu prop de Da Nang). El 431 Phạm Dương Mại II va ser novament atacat, però de nou va ser expulsat i l'any següent va enviar una ambaixada al tribunal de Liu Song demanant el nomenament del prefecte de Jiao, que va ser rebutjat.
El febrer de 446, la dinastia Liu Song dirigida per T'an Ho-ch'u va envair Lam Ap, va capturar la seva capital (prop de la moderna Hue). Els atacants xinesos van saquejar els seus vuit temples i tresors, emportant-se 100.000 lliures d'or. Malgrat això, la revifada Lâm Ấp va florir en el comerç marítim cada vegada més lucratiu.
L'any 534, Jaya Rudravarman I va enviar una ambaixada a la Xina. El 543, va atacar Lý Bí a Jiaozhou, que estava en revolta contra la dinastia xinesa Liang, però va ser derrotat pel general de Lý Bí, Phaum Tu. El 595, Pham Pham Chi va enviar un regal tribut a la dinastia Sui. El 605 Yang Chien va ordenar a Liu Fang que envaís Linyi. Les tropes xineses van capturar la capital Cham de Tra Kieu, van saquejar la ciutat. En tornar a la Xina, Liu Fang i el seu exèrcit van ser delmats per malalties.
Des del 629, els Txams van utilitzar el nom de "Txampa" per referir-se al seu estat, format pel conjunt de regnes independents d'ètnia Txam que anteriorment havien estat separats.

## Cultura
La capital de Lam Ap, Simhapura, va ser fundada pel rei Bhadravarman a mitjan segle IV. La tercera inscripció de Bhadravarman és el text més antic que es conserva en llengua Txam i també qualsevol llengua del sud-est asiàtic.
Les excavacions arqueològiques van recuperar artefactes de Go Cam, a prop de Tra Kieu (Simhapura), datats des de finals del segle ii fins al segle iii demostren que els primers Linyi tenien una quantitat important d'influències xineses abans de la indianització. Aquests artefactes inclouen alguns fragments de rajoles i segells inscrits amb caràcters xinesos "Segell de l'enviat del déu groc", tot i que podrien ser artefactes deixats per l'anterior govern de Han Rinan.

## Governants
- Khu Liên 192–220
- Phạm Hùng 220-284
- Phạm Dật 284–336
- Phạm Văn 336–349
- Phạm Phật 349–380
- Phạm Hồ Đạt 380–413
- Jaya Gangarajavarman I (Phạm Địch Chớn) ?–?
- Manorathavarman ?–?
- Jaya Gangarajavarman II (Phạm Địch Văn) ?–420
- Phạm Dương Mại I 421–431
- Phạm Dương Mại II 431–446
- Jaya Jayavarman I (Phạm Thần Thành) 455–472
- Jaya Jayavarman II (Phạm Đang Căng Thuần) 472–492
- Phạm Chư Nông 492–498
- Phạm Văn Tẩn 498–510
- Jaya Devavarman (Phạm Thiên Khởi) 510–526
- Jaya Vijayavarman 526–529
- Jaya Rudravarman I 529–572
- Jaya Sambhuvarman (Phạm Phạn Chí) 572–629